# Беон (Эн)
Бео́н (фр. Béon) — коммуна во Франции, находится в регионе Рона — Альпы. Департамент — Эн. Входит в состав кантона Шампань-ан-Вальроме. Округ коммуны — Белле.
Код INSEE коммуны — 01039.

## География
Коммуна расположена приблизительно в 420 км к юго-востоку от Парижа, в 75 км восточнее Лиона, в 60 км к юго-востоку от Бурк-ан-Бреса.

## Климат
Климат полуконтинентальный с холодной зимой и тёплым летом. Дожди бывают нечасто, в основном летом.

## Население
Население коммуны на 2010 год составляло 373 человека.
| 1962 | 1968 | 1975 | 1982 | 1990 | 1999 | 2010 |
| ---- | ---- | ---- | ---- | ---- | ---- | ---- |
| 313  | 298  | 345  | 346  | 348  | 364  | 373  |

## Администрация
| Период | Период | Фамилия        | Партия | Примечания |
| ------ | ------ | -------------- | ------ | ---------- |
| 1959   | 1983   | Альбер Вольрен |        |            |
| 1983   | 1995   | Роже Калле     |        |            |
| 1995   | 2014   | Поль Буа       |        |            |
| 2014   | 2020   | Жан-Марк Дюпон |        |            |

## Экономика
В 2010 году среди 251 человека трудоспособного возраста (15—64 лет) 186 были экономически активными, 65 — неактивными (показатель активности — 74,1 %, в 1999 году было 69,5 %). Из 186 активных жителей работали 174 человека (102 мужчины и 72 женщины), безработных было 12 (5 мужчин и 7 женщин). Среди 65 неактивных 20 человек были учениками или студентами, 24 — пенсионерами, 21 были неактивными по другим причинам.

## Города-побратимы
- Беон (Франция)

## Фотогалерея
- Гора Гран-Коломбье и болото Лавур
- Карта коммуны